# Budapest (canção)
"Budapest" é uma canção do cantor e compositor britânico George Ezra, de seu primeiro álbum de estúdio, Wanted On Voyage. Foi lançada como segundo single do álbum em 13 de dezembro de 2013 na Itália e em 13 de junho de 2014 no Reino Unido. A canção foi co-escrita por Ezra com Joel Pott e produzida por Cam Blackwood.
O single foi lançado na Columbia Records, e distribuído pela Sony Music, e alcançou o terceiro lugar no UK Singles Chart. "Budapest" também foi um grande sucesso para a Ezra na Áustria e Nova Zelândia, alcançando o top dez em Austrália, Alemanha, Irlanda, Itália, Holanda e Suíça. Foi o 13º single mais vendido de 2014 no Reino Unido. A canção foi lançada nos Estados Unidos em 2015 e atingiu a posição de número 32.

## Composição
Ezra disse ao The Daily Telegraph que "Budapest" foi "sua primeira tentativa de escrever uma canção de amor, e usa os três primeiros acordes de guitarra que ele já aprendeu. Há muito a ser dito por essa simplicidade". Ezra também insistiu que, apesar de seu título, a letra de "Budapest" não tem nada a ver com a cidade na Hungria e que ele nunca tinha estado lá antes. Ele disse: "Eu estava em Malmö, na Suécia, e o Festival Eurovisão da Canção estava sendo realizado em Malmö naquela noite, e eu não tinha ideia disso, mas todo mundo parecia estar muito animado e fazendo festas. Não sabia que você não podia comprar álcool após 10 horas da noite na Suécia. Então eu acabei comprando uma garrafa de rum, ou algo parecido de um cara em um parque para que eu pudesse ter algo para beber nesta festa. De qualquer maneira, eu pretendia pegar um trem para Budapeste no dia seguinte, e eu nunca consegui porque eu estava com muita ressaca e não queria [viajar de trem]. Então eu escrevi a música sobre estar a milhas de Budapeste."
"Budapest" foi originalmente lançada como parte do EP de Ezra 'Did You Hear the Rain?', que contém a canção de mesmo nome. Quando perguntado sobre como a música se tornou popular, Ezra revelou: "No início, nós a demos como uma faixa grátis do meu EP por cerca de um mês e, em seguida, na Itália, ela simplesmente deu o pontapé inicial por algum motivo. Eu nunca estive lá, mas [a canção] foi apenas de enorme sucesso no rádio. Isso aconteceu da noite para o dia. Em seguida, passou para a Alemanha e quando a lançamos no Reino Unido, ela decolou lá também."

## Videoclipe
Um videoclipe oficial para "Budapest" foi lançado pela primeira vez no YouTube em 21 de abril de 2014. O vídeo enganosamente simples demonstra o vínculo entre inatividade e inatividade. É constituído por uma grande multidão de pessoas, todos com estilos e acessórios diferentes, todos de pé, juntos e imóveis em uma multidão apertada, ocasionalmente alternado com imagens de um deles fazendo algo menor como deslocando um pouco de onde estão. Um deles espirrando e ganhando a atenção de todos ao redor e George tocando sua guitarra e cantando para a câmera com um sorriso. Enquanto o vídeo continua, as pessoas começam a se mover e interagir passando seus acessórios ao redor, um grupo de três jovens em que um deles mordeu um pedaço de pimenta muito picante, uma pessoa com uma faixa e tiara falando ao telefone com alguém, a multidão olhando para cima e colocando óculos 3D, todos alternado com George surfando sobre a multidão e tocando e cantando para a câmera novamente.
O vídeo termina com George cantando com sua guitarra de pé na multidão que está agora imóvel novamente, quando a canção termina ele simplesmente para e fica imóvel também. Em um pequeno epílogo, alguns membros da multidão estão todos no chão em silêncio comemorando, rindo e aplaudindo juntos.

## Faixas
Download digital (Reino Unido)
1. "Budapest" – 3:20

CD single (Alemanha)
1. "Budapest" – 3:23
2. "Angry Hill" – 4:11

## Paradas
| Chart (2013–15)                                         | Peak position |
| ------------------------------------------------------- | ------------- |
| Austrália (ARIA)                                        | 5             |
| Áustria (Ö3 Austria Top 75)                             | 1             |
| Bélgica (Ultratop 50 de Flandres)                       | 7             |
| Bélgica (Ultratop 50 da Valônia)                        | 19            |
| Brasil (Billboard Brasil Hot 100)                       | 64            |
| Canadá (Canadian Hot 100)                               | 24            |
| Canadá (Billboard Rock)                                 | 9             |
| República Checa (Rádio Top 100)                         | 1             |
| República Checa (Singles Digitál Top 100)               | 11            |
| Dinamarca (Hitlisten)                                   | 12            |
| França (SNEP)                                           | 4             |
| O campo songid é OBRIGATÓRIO PARA PARADA ALEMÃ          | 3             |
| Hungria (Single Top 40)                                 | 19            |
| Irlanda (IRMA)                                          | 4             |
| Israel (Media Forest)                                   | 3             |
| Itália (FIMI)                                           | 6             |
| Países Baixos (Dutch Top 40)                            | 3             |
| Países Baixos (Single Top 100)                          | 4             |
| Nova Zelândia (Recorded Music NZ)                       | 1             |
| Romania (Romanian Top 100)                              | 39            |
| Escócia (Scottish Singles Chart)                        | 3             |
| Eslováquia (Rádio Top 100)                              | 3             |
| Eslováquia (Singles Digitál Top 100)                    | 17            |
| Slovenia (SloTop50)                                     | 1             |
| África do Sul (EMA)                                     | 2             |
| Suécia (Sverigetopplistan)                              | 25            |
| Suíça (Schweizer Hitparade)                             | 7             |
| Reino Unido (UK Singles Chart)                          | 3             |
| Estados Unidos (Billboard Hot 100)                      | 32            |
| Estados Unidos (Billboard Adult Contemporary)           | 14            |
| Estados Unidos (Billboard Adult Top 40)                 | 6             |
| Estados Unidos (Billboard Hot Rock & Alternative Songs) | 2             |
| Estados Unidos (Billboard Mainstream Top 40)            | 19            |
| Estados Unidos (Billboard Rock Airplay)                 | 9             |

| Chart (2014)                           | Position |
| -------------------------------------- | -------- |
| Australia (ARIA)                       | 19       |
| Germany (Official German Charts)       | 15       |
| Italy (FIMI)                           | 20       |
| New Zealand (Recorded Music NZ)        | 16       |
| Slovenia (SloTop50)                    | 3        |
| UK Singles (Official Charts Company)   | 10       |
| US Hot Rock Songs (Billboard)          | 76       |
| US Adult Alternative Songs (Billboard) | 47       |
| Chart (2015)                           | Position |
| Canada (Canadian Hot 100)              | 49       |
| Slovenia (SloTop50)                    | 30       |
| UK Singles (Official Charts Company)   | 55       |
| US Billboard Hot 100                   | 89       |